# Zelotes otavi
Zelotes otavi är en spindelart som beskrevs av FitzPatrick 2007. Zelotes otavi ingår i släktet Zelotes och familjen plattbuksspindlar. Inga underarter finns listade i Catalogue of Life.